# Žirokompas
Žirokompas ili girokompas je vrsta kompasa koji zahvaljujući zvrku koji se vrti velikom brzinom trajno zadržava smjer osi vrtnje. Dinamička svojstva žiroskopa: žiroskopska tromost ili inercija, precesija, nutacija i žiroskopski reakcijski moment koriste se za naprave kao što su žirokompas, umjetni ili žirohorizont (kod zrakoplova), žiroskopski držač smjera (na torpedima i raketama), žiroskopski stabilizator (protiv ljuljanja brodova), žiroautopilot (za vođenje zrakoplova bez sudjelovanja pilota) i slično.
Najvažnija primjena žiroskopa je kod žirokompasa koji služi na brodovima i zrakoplovima za navigaciju. Zemlja je također jedan veliki zvrk, pa zvrk s vodoravnom osi koji se vrti na Zemlji nastoji uvijek doći u takav položaj da mu os bude paralelna sa Zemljinom. Prema tome, takav se zvrk uvijek postavlja u smjer sjever-jug. Tehničko izvođenje takvog kompasa je tako provedeno da on s vodoravnom (horizontalnom) osi pliva na živi i čini oko 350 okretaja u sekundi. Od matice se podaci prenose električnim putem na takozvane izvedene kompase koji nemaju zvrk. Zvrk je obično smješten u najdubljem dijelu broda i zove se kompas matica, a dobiva pogon od elektromotora.

## Žiroskop
Žiroskop ili giroskop (grč. γῦρος: krug ili γυρός: okrugao, zaobljen) je mjerni instrument kojemu je glavni dio zvrk. Zvrk su poznavali već stari Kinezi. Matematičke osnove teorije zvrka dao je prvi Leonhard Euler 1765. Léon Foucault konstruirao je 1851. spravu koja mu je služila za prikazivanje činjenice da Zemlja djeluje kao zvrk, i nazvao je žiroskopom. Žiroskopi koji se upotrebljavaju u različitim uređajima imaju zvrk što rotira velikom brzinom, katkad i više od 20 000 o/min; za pogon najčešće služe asinkroni elektromotori kojima je rotor dio zvrka, a katkad se zvrk pogoni i pneumatički. 
Žiroskopi su finomehanički elementarni sklopovi koji se sastoje od rotora na osovini i od jednog ili dvaju kardanskih prstenova, a po zadaći su dinamički spremnici energije. Primjena žiroskopa u tehnici je vrlo velika. Žiroskopi su osnovni sastavni sklopovi takozvanih žiroskopskih uređaja ili pribora koji se koriste za automatsko upravljanje i navigaciju letjelica (zrakoplova), brodova, podmornica, torpeda, balističkih raketa i tenkova, te za stabilizaciju plovila. Žiroskopski pribori u svojemu sastavu imaju žiroskope s 2 i 3 stupnja slobode gibanja. Najpoznatiji su žirokompas, žirookomica ili žirovertikala (letjelice i podmornice), umjetni ili žirohorizont (letjelice i plovila), žiroskopski držač smjera (rakete, torpeda i topnički projektili), žiroautopilot (letjelice i plovila) i žiroskopski stabilizator (plovila). 

### Izvedbe žiroskopa
Zvrk (rotor na osovini) žiroskopa homogeno je simetrično tijelo koje pri vrtnji velikim brojem okretaja (od 3 000 do 60 000 okr/min) oko uzdužne osi sprema veliku kinetičku energiju. Za pogon zvrka najčešće se koristi asinkroni elektromotori. Prema broju kardanskih prstenova žiroskopi mogu biti:
- žiroskopi s 3 stupnja slobode gibanja (2 para kardanskih prstenova),
- žiroskopi s 2 stupnja slobode gibanja (1 par kardanskih prstenova).

#### Žiroskopi s 3 stupnja slobode gibanja
Žiroskopi s 3 stupnja slobode gibanja ima rotor na osovini koja je uležištena u ležajima ugrađenima u nutarnjemu kardanskome prstenu. Osovina unutarnjega kardanskog prstena ima ležaje u vanjskome kardanskome prstenu, a osovina vanjskoga kardanskoga prstena ima ležaje u postolju žiroskopa. Taj žiroskop ima 3 moguće osi vrtnje, odnosno 3 stupnja slobode gibanja. 

#### Žiroskopi s 2 stupnja slobode gibanja
Žiroskopi s 2 stupnja slobode gibanja ima jedan kardanski prsten manje (jedna os vrtnje manje), to jest ima dva stupnja slobode gibanja. Kardanski prsteni mogu biti kružnog oblika ili pravokutni okviri.

## Vanjske poveznice
|  | Zajednički poslužitelj ima još gradiva o temi Žirokompas |